# Loi-Huno
Loi-Huno (Loihuno, Loi Hunu, Loihunu) ist ein osttimoresischer Suco im Verwaltungsamt Ossu (Gemeinde Viqueque).

## Geographie

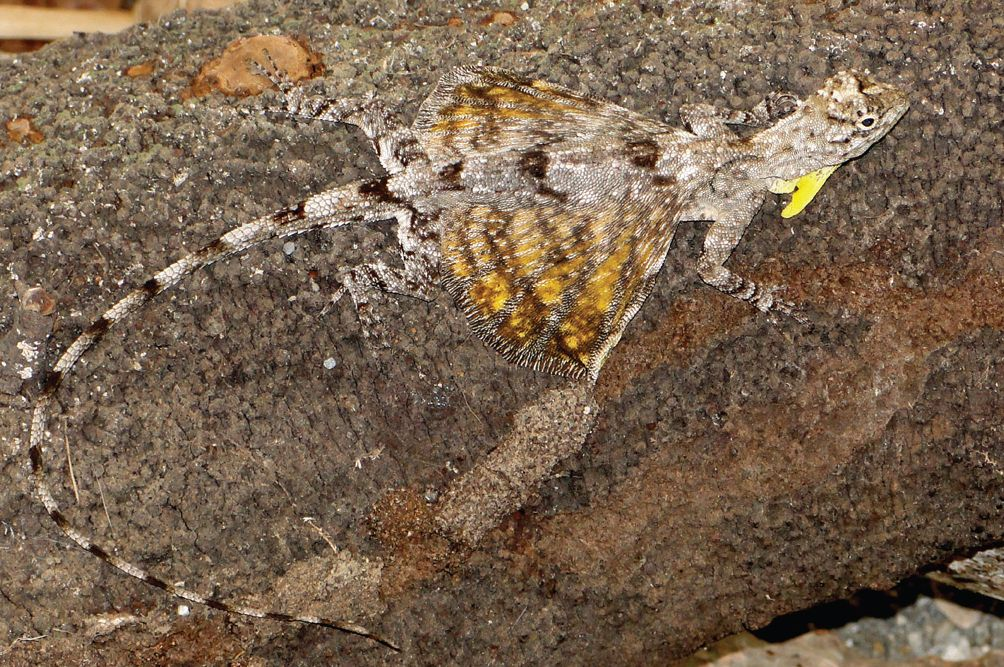
Ein Timor-Flugdrache (Draco timoriensis) nahe Wailakurini

Der Suco liegt im Süden des Verwaltungsamts Ossu. Im Nordwesten grenzt Loi-Huno an den Suco Ossu de Cima, im Nordosten an Ossorua und im Süden an das Verwaltungsamt Viqueque  mit den Sucos Uai-Mori im Südwesten und Caraubalo im Süden. Entlang der Nordgrenze fließt der Cuha. Der Metaquena bildet einen Teil der Grenze zu Ossu de Cima. Nach der Einmündung des Metaquena durchquert der Cuha Loi-Huno von Nord nach Süd. Vor der Gebietsreform 2015 hatte Loi-Huno eine Fläche von 73,44 km². Nun sind es 41,35 km². Loi-Huno gab Gebiete im Nordosten an Ossorua und im Westen an Ossu de Cima ab. Die Region gehört zur Important Bird Area des benachbarten Monte Mundo Perdido.
Der Ort Loi-Huno liegt an der Nordgrenze des Sucos zum Suco Ossu de Cima, auf einer Meereshöhe von 326 m. In unmittelbarer Nachbarschaft liegen die Ortsteile Kailatulale, Kaitulai, Uai-Heda (Uaiheda, Wai-Heda) und Samaliu (Sama Liu, Sama Lio, Samaleo). Bei Sama Lio befindet sich die Grundschule von Loi-Huno. Sie hat in Australien mit der Geelong College Prep Newtown eine Partnerschule. Über den Fluss Cuha, der hier die Nordgrenze des Sucos bildet, führt in den Ort eine Brücke.
Eine der größeren Straßen, die in Nord-Süd-Richtung die Städte Baucau und Viqueque verbindet, durchquert den Suco und verbindet dessen beiden Hauptsiedlungszentren. Dies sind an der Nordgrenze der Ort Loi-Huno und seine Nachbarorte und an der Südgrenze die Dörfer Buanurac (Buanurak) und Uala Uau (Wala Wau, Walawau). Nordöstlich vom Ort Loi-Huno liegt an einer Seitenstraße, am Ufer des Cuha der Ort Wailakurini. Eine Brücke führt die Überlandstraße an der Grenze über den Fluss. In Buanurac/Uala Uau befindet sich die zweite Grundschule des Sucos.
Im Suco befinden sich die fünf Aldeias Latu Lale, Lia Uai Oli, Samaliu, Uai-Heda und Uala Uau.

## Einwohner
In Loi-Huno leben 2.027 Einwohner (2022), davon sind 1.035 Männer und 992 Frauen. Im Suco gibt es 446 Haushalte. 98 % der Einwohner geben Makasae als ihre Muttersprache an. Eine kleine Minderheit spricht Tetum Terik.

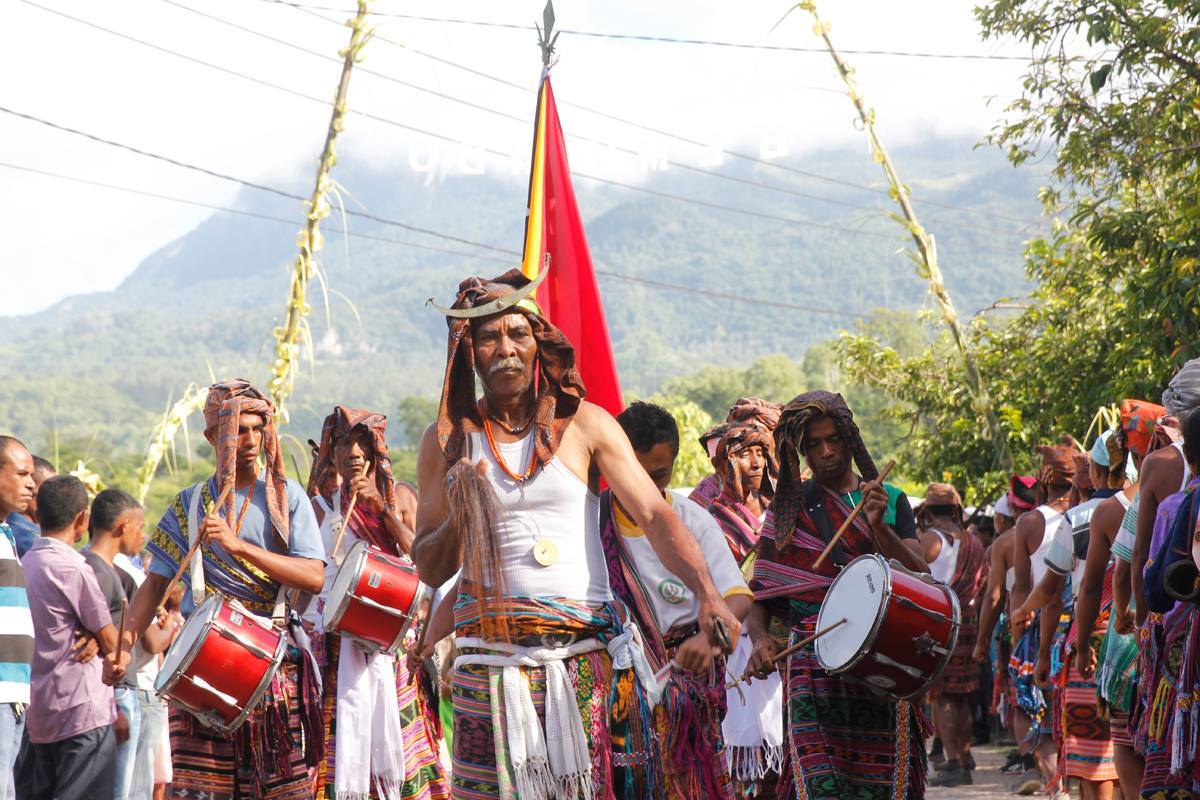
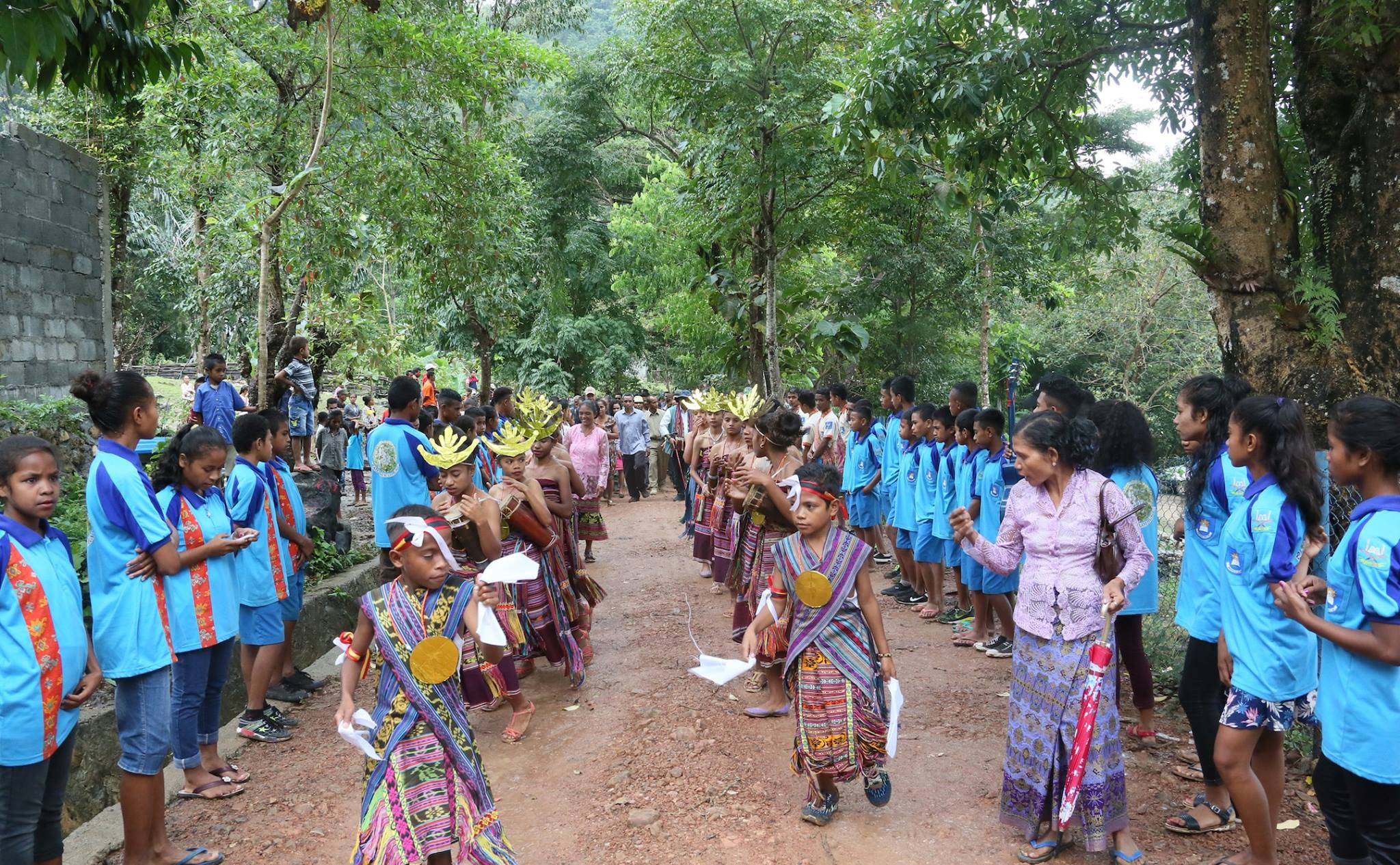

## Geschichte

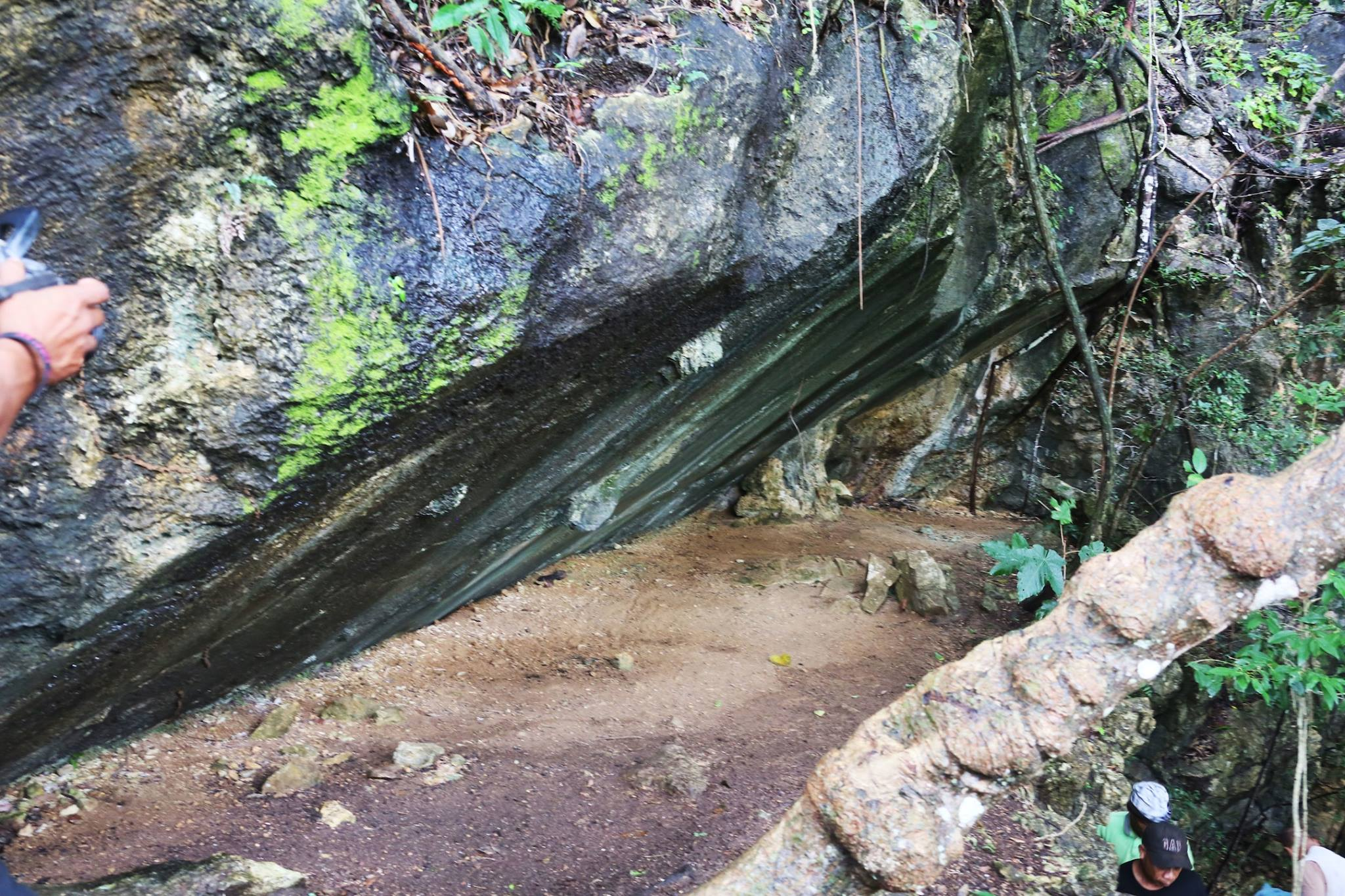
Wasa Diga

Ende 1979 gab es im Ort Loi-Huno ein indonesisches Lager für Osttimoresen, die zur besseren Kontrolle von den Besatzern umgesiedelt werden sollten. Weitere sogenannte Transit Camps gab es in Buanurac.
Als Gedenkstätte dient seit 2017 Wasa Diga, ein Zufluchtsort von Kämpfern der Forças Armadas de Libertação Nacional de Timor-Leste (FALINTIL), die gegen die Indonesier kämpften. Zwischen 1989 und 1996 wurde es von der Guerilla für ihre Taktik „Konzentrieren und Zerstreuen“ verwendet. Unter anderem versteckten sich hier Taur Matan Ruak, Francisco Guterres und Falur Rate Laek. Die Guerillagruppe Caixa Bua Malos war für den Erhalt und die Verfügbarkeit des Unterschlupfs verantwortlich.
Der Ort Loi-Huno war 2009 ein Etappenziel und -start bei der ersten Tour de Timor, einem jährlichen Mountainbikerennen.

## Wirtschaft und Tourismus
Als Gemeindeprojekt wurde ein Hoteldorf für Ökotourismus gebaut (Pousada de Loi-Huno), das die lokale Wirtschaft stärken soll. In der Umgebung des Ortes gibt es Wasserfälle, Wasserlöcher und ein Netzwerk von Kalksteinhöhlen. Ein Biogas-Kraftwerk versorgt 120 Familien, sowie die Kapelle und das Amtsgebäude mit Strom. Es wird von einer Kooperative des Dorfes betrieben.

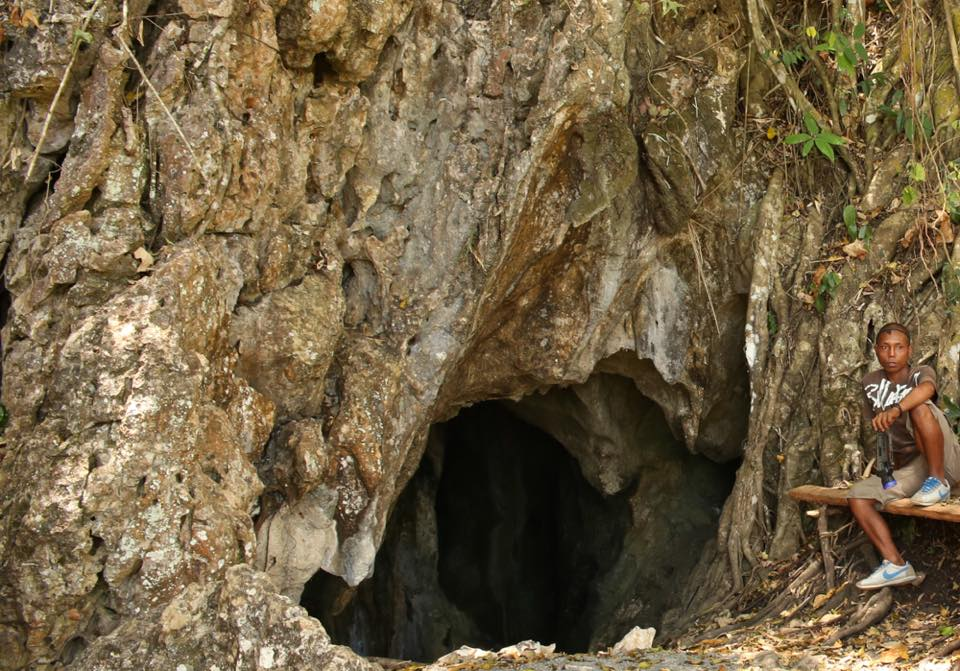
Kalksteinhöhle bei Loi-Huno
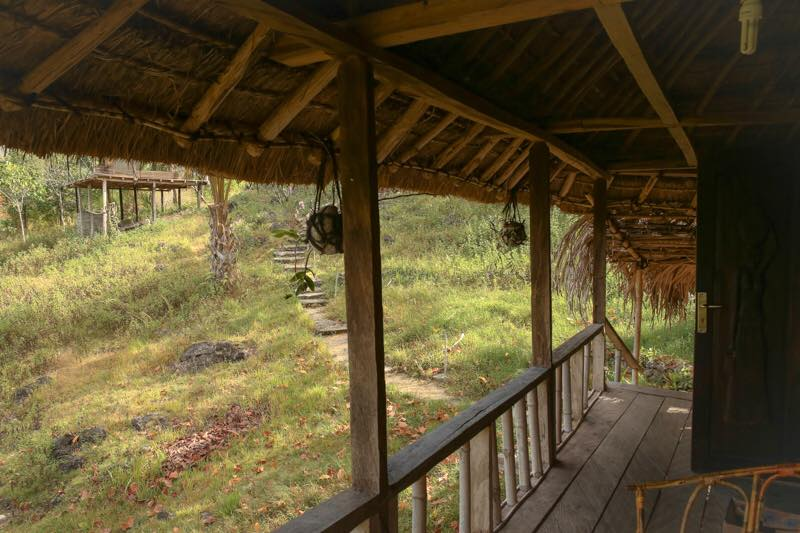
In der Pousada von Loi-Huno
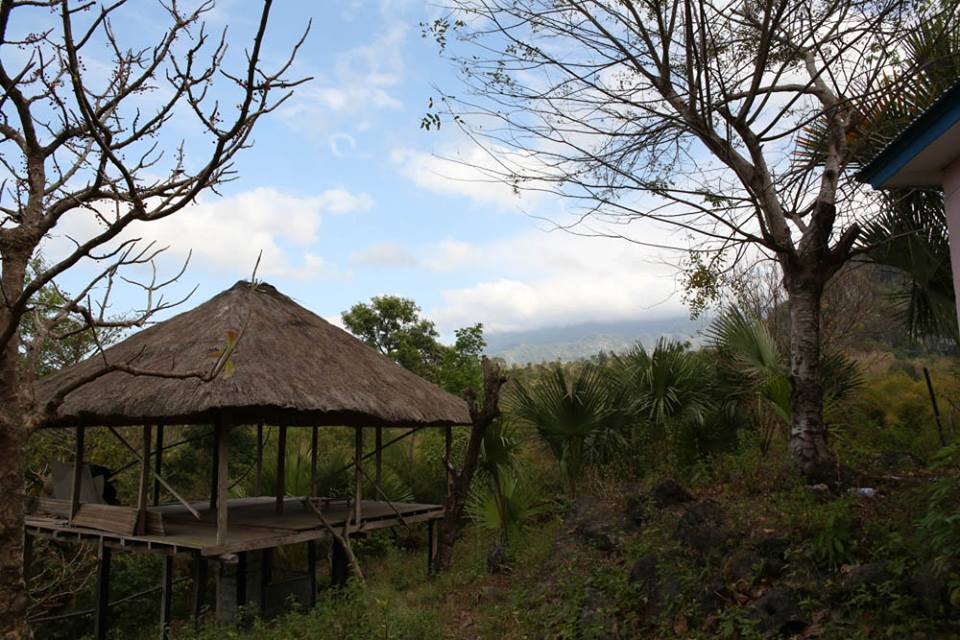
Bei der Pousada von Loi-Huno
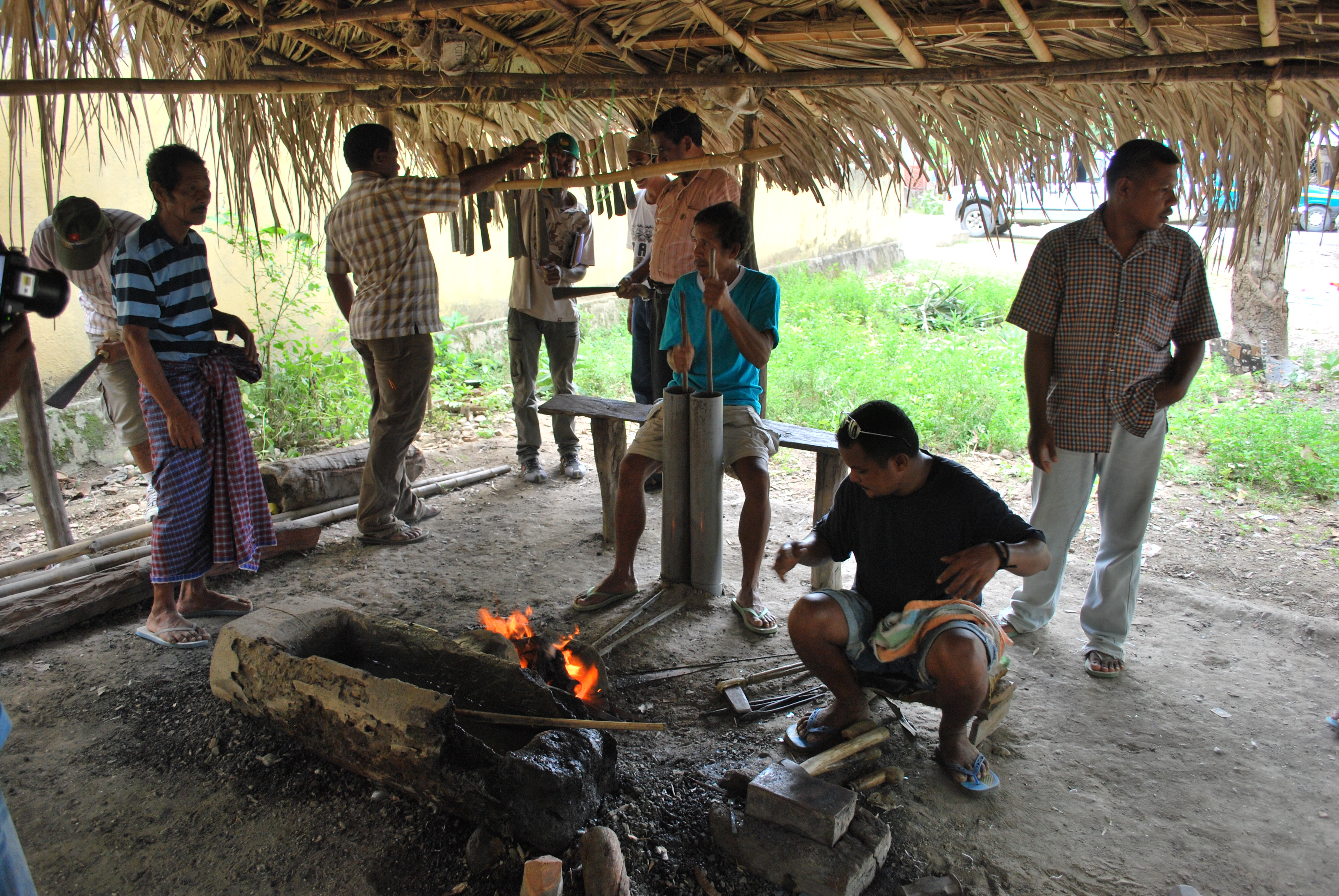
Schmied in Buanurac
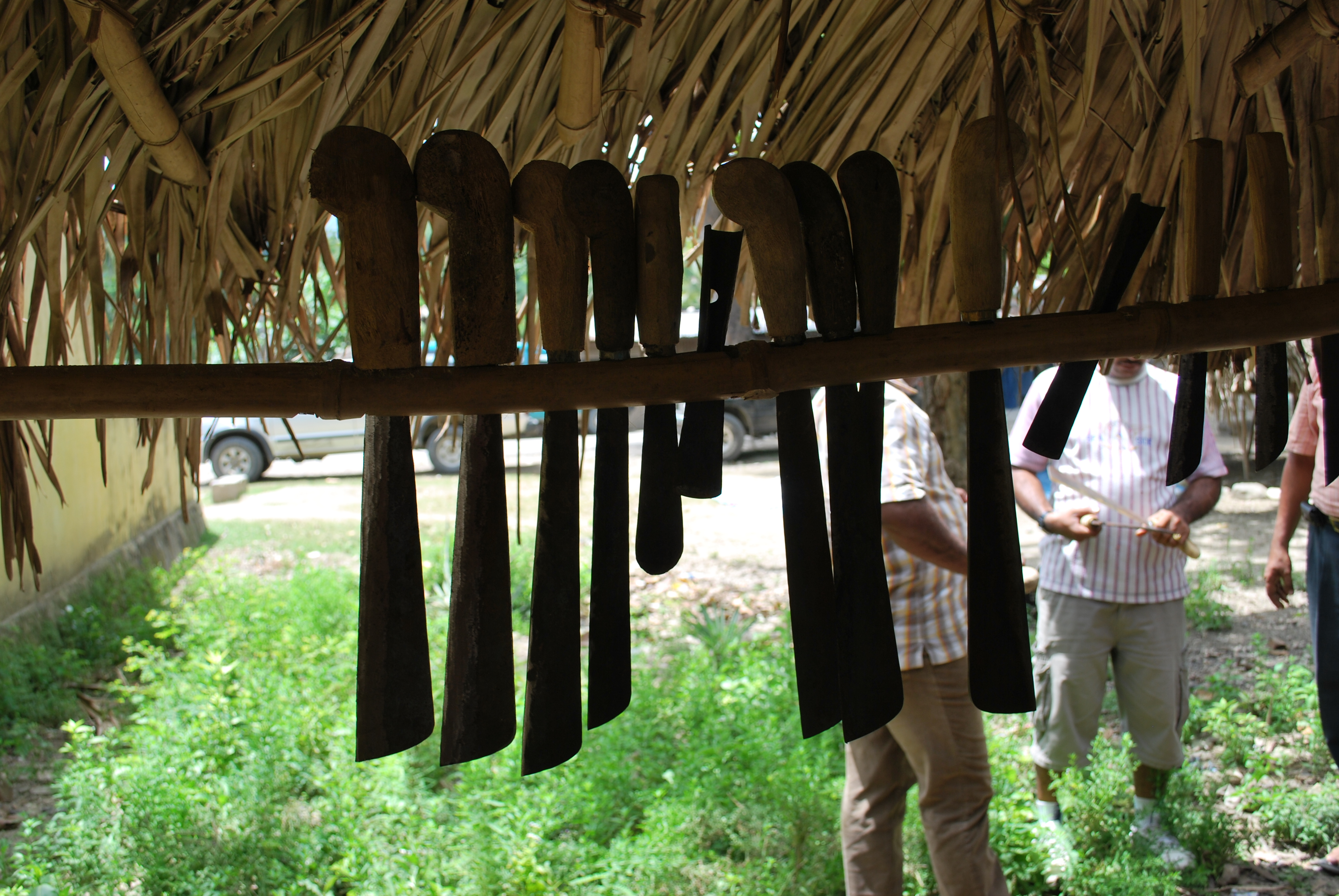
Messer aus lokaler Produktion

## Politik
Bei den Wahlen von 2004/2005 wurde Francisco D.C.G zum Chefe de Suco gewählt. Bei den Wahlen 2009 gewann Miguel da Costa Melo und wurde 2016 in seinem Amt bestätigt.

## Persönlichkeiten
- Falur Rate Laek (* 1955 in Samaliu), Freiheitskämpfer und Offizier
- Julieta de Jesus Panau (* 1961 in Caileleti, Samaliu), Unabhängigkeitsaktivistin
- Maria Rosa da Câmara (* 1962 in Samaliu), Politikerin
- João Francisco de Fátima (1969–2020), Marineoffizier